# 亀田正一
亀田 正一（かめだ まさかず、1939年(昭和14年)11月20日 - 1997年(平成9年)3月13日）は、日本の洋画家。大阪市東成区生まれ。石川県小松市、兵庫県美方郡浜坂町をへて、15歳のときに鳥取県鳥取市に移り住む。東光会会員、日展会友。川上奨励賞、鳥取市文化賞受賞。

## 主な受賞
- 1970年 - 東光展美術報知賞、後に会友賞、海外展ニーム賞
- 1980年 - 川上奨励賞
- 1984年 - 鳥取市文化賞
- 1992年 - 安田火災美術財団奨励賞

ほかに、上野の森美術館絵画大賞展佳作賞（入選10回）、日仏現代美術展KNT賞（入選4回）、下館紫峰展賞、人間賛歌大賞展賞、県展賞（4回）を受賞し、2回選抜展出品。安井賞展出品。日展入選10回

## 主な作品
「漁村（船磯）」「湖山池」「水差しの静物」「夏泊港」「花と時計」「裸婦」「調理場一隅」「飯台のある一隅」
「日本海」「漁船」「山陰路」「雪の街」「製材所」「ベニス」など